# Naughty Dog
A Naughty Dog, Inc. egy amerikai videójáték fejlesztő cég, melynek székhelye a kaliforniai Santa Monicában található. A vállalatot 1986-ban alapította Andy Gavin és Jason Rubin független fejlesztőként, a Sony Computer Entertainment 2001-ben felvásárolta a céget. Gavin és Rubin, olyan viszonylag sikeresebbnek mondható játékoknál működött közre, mint a Rings of Power Sega Genesisre vagy a Way of the Warrior 3DO-ra. Az utóbbinak köszönhetően aláírták Universal Interactive Studios szerződését, amely három játékot és a cég bővítését eredményezte.
Mark Cerny, a Sonic the Hedgehog 2 producere meggyőzte a Naughty Dog vezetőit, hogy az új erőforrásaikat egy szereplő alapú platformjáték létrehozására összpontosítsák, amely teljes mértékben kiaknázná az új rendszer 3D képességeit. Ez végül a Crash Bandicoot 1996. augusztus 31-i megjelenését eredményezte a PlayStation játékpalettáján. A Naughty Dog három Crash Bandicoot folytatást készített el az elkövetkezendő néhány évben. 2001 januárjában bejelentésre került, hogy a Sony fel fogja vásárolni a Naughty Dogot. A Crash Team Racing fejlesztésének befejeztével a vállalat belefogott a Jak and Daxter sorozat készítésébe PlayStation 2 játékkonzolra.
2004-ben a Naughty Dog stúdió elnöke és társalapítója Jason Rubin kilépett a cégből, hogy az Iron and the Maiden című projektjén dolgozhasson. A belsős játékfejlesztési csapatukon kívül a Naughty Dog ad otthont az ICE Teamnek, a Sony World Wide Studios egyik központi technológiai részlegének. A cég első PlayStation 3 címe, az Uncharted: Drake’s Fortune 2007-ben jelent meg, a folytatása, az Uncharted 2: Among Thieves 2009-ben, míg a harmadik rész, az Uncharted 3: Drake’s Deception 2011-ben.

## Történelme

### Alapítás
Jason Rubin és Andy Gavin középiskolás diákok, akiknek volt némi tapasztalata a Lisp és a C++ programozási nyelvekkel, társultak és 1986-ban megalapították a Jam Software játékfejlesztő céget. Rubin és Gavin úgy döntött, hogy az Apple II számítógépre fogják elkészíteni első videójátékukat, ami egy síelős játék lett volna. A játék fejlesztése alatt Gavin véletlenül felülírta a játék egyetlen példányát bootleg játékokkal. Rubin ekkor egy új síelős játékban kezdett Ski Crazed néven (eredetileg Ski Stud). Mivel a játék lassan futott, ezért Gavin újraprogramozta, hogy nagyobb sebesség mellett fusson. A játékot később a Baudville adta ki, ami 250 amerikai dollárért vette meg a játékot a Jam Softwaretől. Rubin és Gavin ekkor az Apple IIGS-re készített el egy grafikus kalandjátékot Dream Zone címen, amely 1988-ban jelent meg, majd átportolták Atari ST és Amiga rendszerekre, valamint személyi számítógépekre.

### Naughty Dog
1989-ben Rubin és Gavin újabb játékot készített el Keef the Thief néven, melyet az Electronic Arts adott ki Apple IIGS-re, Amigára és személyi számítógépekre. A friss indulás és a Baudville közötti kapcsolat feloszlatása érdekében Rubin és Gavin átnevezte a Jam Softwaret Naughty Dogra. A kilencvenes évek elején a Naughty Dog elkészítette a Rings of Powert, melyet az Electronic Arts adott ki Mega Drivera 1991-ben. Akkoriban Rubin és Gavin egyetemre járt és a cég a csőd szélén járt.
Rubin és Gavin (néhány barátjával) elkészítette a Way of the Warriort 3DO Interactive Multiplayer rendszerre, amit megmutattak a Universal Interactive Studios (a mára már megszűnt Vivendi Games) fejének, Mark Cernynek. Cerny elégedett volt a Way of the Warriorral és egy szerződést ajánlott a Naughty Dognak, hogy létrehozzanak három újabb játékot a Universal Interactive Studios felügyelete alatt. Rubin és Gavin felvetette egy háromdimenziós akció-platformjáték ötletét. Mivel a játékosnak folyamatosan a szereplő hátsó felét kellett néznie, ezért a játék kódneve „Sonic’s Ass Game” volt.
A játék fejlesztése 1994-ben indult, amikor a Naughty Dog kibővítette az alkalmazottainak számát és egy „Goal Oriented Object LISP” nevű fejlesztési eszközbe fektette a pénzt. Charles Zembillas és Joe Pearson karikaturistákat kérték fel a játék szereplőinek megalkotására, melynek eredményeként megszületett a játék főszereplője, Crash Bandicoot. Tizennégy hónap fejlesztés után a játékot megmutatták a Sony Computer Entertainmentnek, ami elvállalta annak forgalmazását. A Crash Bandicootot a először az E3 rendezvényen mutatták be és a PlayStation konzol egyik legsikeresebb videójátéka lett a maga több, mint 6,8 millió eladott példányával.

## Kapcsolatok

### Insomniac
Mivel egyazon épületben dolgozott a két cég a Universal Interactive Studiosnál, ezért a Naughty Dogot és az Insomniac Gamest szoros kapcsolat fűzi egymáshoz. Mark Cerny producer mindkét cégnél dolgozott. Hasonló típusú játékokat készítettek; a kilencvenes évek végén a Naughty Dog Crash Bandicoot sorozata és az Insomniac Spyro the Dragon sorozata eredetileg mind kitalált világban játszódó platformjáték volt a PlayStation konzolra. A PlayStation 2 megjelenésével a két sorozat a Universal (jelenleg az Activision) kezében maradt, és a két fejlesztő folytatta a barátságos versengést miután elkészítették új franchiseaikat (Jak and Daxter és Ratchet & Clank).
A PlayStation 3 megjelenésével mindkét fejlesztő nézőpontot váltott; a Naughty Dog az Uncharted akció-kaland sorozatával, míg az Insomniac Resistance sci-fi first-person shooter sorozatával, bár az utóbbi továbbra is folytatta a Ratchet and Clank sorozatát. A Naughty Dog és az Insomniac is azt állítja, hogy nem terveznek közös játékot, annak ellenére sem, hogy az Activisionnél vannak mind a Crash Bandicoot és mind a Spyro the Dragon sorozat szereplőinek kiadási jogai. Ugyan több crossover játék is megjelent, amelyben mindkét sorozat szereplői megjelennek, míg a Sony PlayStation Move Heroes PlayStation 3-as játékában szerepelnek a Jak and Daxter és a Ratchet and Clank szereplői, valamint a Sucker Punch Sly Cooper játékának karakterei is. Sem a Naughty Dognak sem az Insomniac sem volt semmi beleszólása ezen játékokba.

### Ready at Dawn
2003-ban Didier Malenfant kilépett a Naughty Dogból, hogy megalapítsa saját fejlesztő stúdióját, a Ready at Dawnt a Blizzard Entertainment több korábbi tagjával. Az első projektjük a Daxter volt PlayStation Portablere, melyet pozitív fogadtatásban részesítettek.

### Egyéb vállalatok
Az Uncharted sorozat stáblistáján látható az SCE Japan, a Sony Santa Monica, a Guerrilla Games, a Sucker Punch Productions, a Media Molecule, a Zipper Interactive, a Bungie és az Incognito Games is. Az Insomniac azt állította, hogy a Sony belső fejlesztő stúdiói technológiai részleteket és ötleteket szoktak megosztani egymás között.

## Játékai
JAM Software-ként
| Cím        | Megjelenés | Platform   |
| ---------- | ---------- | ---------- |
| Math Jam   | 1985       | Apple II   |
| Ski Crazed | 1986       | Apple II   |
| Dream Zone | 1988       | Apple IIGS |

Naughty Dogként
| Cím                                    | Megjelenés           | Platform                     |
| -------------------------------------- | -------------------- | ---------------------------- |
| Keef the Thief                         | 1989                 | Apple IIGS                   |
| Rings of Power                         | 1991                 | Mega Drive/Genesis           |
| Way of the Warrior                     | 1994                 | 3DO                          |
| Crash Bandicoot                        | 1996. augusztus 31.  | PlayStation                  |
| Crash Bandicoot 2: Cortex Strikes Back | 1997. október 31.    | PlayStation                  |
| Crash Bandicoot 3: Warped              | 1998. október 31.    | PlayStation                  |
| Crash Team Racing                      | 1999. szeptember 30. | PlayStation                  |
| Jak and Daxter: The Precursor Legacy   | 2001. december 4.    | PlayStation 2                |
| Jak II                                 | 2003. október 14.    | PlayStation 2                |
| Jak 3                                  | 2004. november 9.    | PlayStation 2                |
| Jak X: Combat Racing                   | 2005. október 18.    | PlayStation 2                |
| Uncharted: Drake’s Fortune             | 2007. november 20.   | PlayStation 3                |
| Uncharted 2: Among Thieves             | 2009. október 13.    | PlayStation 3                |
| Uncharted 3: Drake’s Deception         | 2011. november 1.    | PlayStation 3                |
| The Last of Us                         | 2013. június 14.     | PlayStation 3                |
| The Last Of Us: Left Behind            | 2014. február 14.    | PlayStation 4, PlayStation 3 |
| The Last of Us Remastered              | 2014. július 29.     | PlayStation 4                |
| Uncharted: The Nathan Drake Collection | 2015. október 7.     | PlayStation 4                |
| Uncharted 4: A Thief’s End             | 2016. május 10.      | PlayStation 4                |
| Uncharted: The Lost Legacy             | 2017. augusztus 22.  | PlayStation 4                |
| The Last of Us Part II                 | 2020. május 29.      | PlayStation 4                |